# キシナウ国際空港
キシナウ国際空港（ルーマニア語: Aeroportul Internaţional Chişinău）は、モルドバ共和国の首都、キシナウから13km離れた郊外にある国際空港である。

## 歴史

### 開港まで
以前は、リシュカノフカ郊外に位置しており、戦間期に建設された。1927年に初の旅客便（キシナウ - ブカレスト間）の運航を行った。1960年まで営業を行っていた。

### ソ連時代
1960年、現在の場所に空港が開港。1970年代に、収容能力を向上させるために新たにターミナルが建設された。1987年、旅客数は年間100万人に達しソ連の都市間を結ぶ拠点空港となった。

### 独立後
1990年9月13日、最初の国際線となるフランクフルト便の就航が開始された。1995年5月31日に、国際空港となった。
2000年、空港の近代化工事が完了した。出資額は、モルドバ政府から300万ドル、欧州復興開発銀行から900万ドルであり、工事はトルコの建設会社によって行われることになった。2008年4月15日、モンテネグロの企業 Aerodromi Crne Gore（エアロドローム・クルーン・ゴール）との協力覚書に署名した。2009年5月22日に、ドイツの空港運営会社アヴィ・アライアンスが、キシナウ空港近代化プロジェクトIIの設計作業の入札の勝者として発表された。

## 就航路線
2020年1月現在
| 航空会社                   | 就航地 |
| -------------------------- | --- |
| モルドバ航空               | モスクワ/ドモジェドヴォ、サンクトペテルブルク、クラスノダール、ベルリン/シェーネフェルト(2020年3月31日より就航開始予定)、フランクフルト、パリ/ボーヴェ、ロンドン/スタンステッド、ダブリン、リスボン、ローマ/フィウミチーノ、ミラノ/マルペンサ、ヴェネツィア/マルコ・ポーロ、ボローニャ、イスタンブール、テルアビブ [季節運航] ニース、テッサロニキ、ヴェローナ、ラルナカ |
| FlyOne                     | モスクワ/ヴヌーコヴォ、パリ/CDG、ロンドン/サウスエンド、ダブリン、ヴェローナ、パルマ |
| ウクライナ国際航空         | キエフ/ボルィースピリ |
| スカイアップ航空           | フランクフルト(2025年10月13日より運航開始予定)、ベルリン、ニース、プラハ |
| ベラヴィア                 | ミンスク |
| アエロフロート・ロシア航空 | モスクワ/シェレメーチエヴォ |
| タロム航空                 | ブカレスト |
| エア・セルビア             | ベオグラード(2020年4月より就航開始予定) |
| LOTポーランド航空          | ワルシャワ |
| ルフトハンザ航空           | フランクフルト |
| ウィズエアー               | プラハ、ウィーン、ベルリン/シェーネフェルト、ドルトムント、メミンゲン、シャルルロワ、パリ/ボーヴェ、ロンドン/ルートン、ドンカスター、バルセロナ、ローマ/フィウミチーノ、ローマ/チャンピーノ、トリノ、ミラノ/ベルガモ、ヴェローナ、ヴェネツィア/トレヴィーゾ、ボローニャ、アテネ、ラルナカ                                                                                |
| オーストリア航空           | ウィーン |
| ターキッシュエアラインズ   | イスタンブール |
| アルキア・イスラエル航空   | [季節運航] テルアビブ |

## 旅客数推移
|      | 旅客数    | 増減率 | 発着回数 |
| ---- | --------- | ------ | -------- |
| 2013 | 1,321,236 |        | 16,858   |
| 2014 | 1,781,166 | 034.8% | 19,756   |
| 2015 | 2,226,441 | 025.0% | 22,468   |
| 2016 | 2,206,266 | 00.9%  | 22,033   |
| 2017 | 2,744,465 | 024.4% | 27,113   |
| 2018 | 2,828,626 | 03.1%  | 27,949   |